# 33058 Kovařík
(33058) Kovařík, denumire internațională (33058) Kovarik, este un asteroid din centura principală de asteroizi.

## Descriere
33058 Kovařík este un asteroid din centura principală de asteroizi. A fost descoperit pe 22 octombrie 1997 la Observatorul din Ondřejov de Petr Pravec și Lenka Šarounová. Asteroidul prezintă o orbită caracterizată de o semiaxă mare de 2,29 ua, o excentricitate de 0,10 și o înclinație de 6,3° în raport cu ecliptica.